# Trachystola scabripennis
Trachystola scabripennis là một loài bọ cánh cứng trong họ Cerambycidae.